# Ivo Zorman
Ivo Zorman, slovenski pisatelj, urednik, * 3. maj 1926, Gora pri Komendi, † 14. januar 2009, Kamnik.

## Življenje
Rodil se je leta 1926 na Gori pri Komendi tesarju Francu in Ivani, rojeni Janežič. Z družino se je pri treh letih preselil v Kamnik, kjer je obiskoval osnovno šolo. V meščanski šoli v Ljubljani je bil njegov učitelj slovenščine pisatelj Tone Seliškar. Leta 1943 se je pridružil partizanom v okolici Kamnika. Po koncu vojne je bil najprej novinar v Trstu, po odločitvi za študij pa se je vpisal na Višjo pedagoško šolo v Ljubljani in leta 1950 diplomiral iz slovenskega in ruskega jezika. Leta 1950 je začel z učiteljevanjem  v Križah pri Tržiču. Tam je spoznal učiteljico Kristo Tržan, se z njo čez dve leti poročil in dobil hčerko. Učil je tudi v Preddvoru, Železnikih in Litiji, kjer je bil ravnatelj. Leta 1965 se je zaposlil pri založbi Borec in bil urednik Kurirčka. Upokojil se je leta 1977.

## Delo
Zorman je bil plodovit pisatelj. Krajša prozna dela je leta 1950 začel objavljati v literarnih revijah Nova obzorja, Beseda, Naša sodobnost, Obzornik. Leta 1955 so samostojno izšle novele s tematiko narodnoosvobodilnega boja Trije Borjanovi.  V novelah in romanih je upodabljal sodobno in polpreteklo (vojno) tematiko. Od preprostejšega realizma v začetnih delih se je stilno razvijal k zapletenejšim postopkom zmerne modernistične proze.
Njegov pisateljski opus obsega dela za odrasle in mladino. V knjigah za odrasle je pisal o izkušnjah vojnega partizanstva in povojnega časa, o svoji generaciji in usodi posameznika. Med deli za odrasle je najbolj znan roman Draga moja Iza, po katerem je leta 1979 Vojko Duletič posnel film. Njegovo glavno delo je nezaključen ciklus devetih romanov o družini Bauman, razdeljen v tri skupine: Predniki, Sodobniki in Potomci. V njih natančno opisuje domači meščanski način življenja in s tem nadaljuje tradicijo slovenske realistične proze.
Za mladino je pisal romane in povesti. Zaradi Zormanovih mladostniških doživetij je prevladujoča tema vojna, ki se kaže v realističnih zgodbah o otroštvu in odraščanju (Gnezdo sršenov, Na senčni strani mesta). V romanih se je spominsko vživljal v dogodke, ki jim je bil priča (Lectovo srce), in se pogosto dogajajo v Kamniku. Najuspešnejše mladinsko delo Iva Zormana je V sedemnajstem. Povest opisuje mladostnikovo življenje, prve uvodne čustvene preizkušnje, odločitve in poraze. V povestih, ki se navezujejo na čas Zormanove mladosti, so glavni junaki fantje. Dekliške figure se pojavljajo predvsem v delih, ki govorijo o mladini današnjega časa. Za mladino je napisal dve radijski igri, za otroke pa pravljice in besedila za slikanice. 

### Kratka proza za odrasle
- Trije Borjanovi (1955), zbirka novel (COBISS)

### Kratka proza za mladino
- Storžkovo popoldne (1973) (COBISS)
- Nedeljska jutra (1973)
- Tinčevi divji doživljaji (1978) (COBISS)
- Naši kurirji (1978) (COBISS)
- Uporne Dražgoše (1978) (COBISS)
- Bolničarka Vida (1978) (COBISS)
- Rada bi bila velika (1979) (COBISS)
- Deklica iz Mihovega mlina (1982) (COBISS)
- Hrčki smrčki (1983) (COBISS)
- Račka Puhačka (1988) (COBISS)
- Ded Nil in teta Filipa (1989) (COBISS)

### Daljša proza za odrasle
- Čez dvajset let bo vse drugače (1968) (COBISS)
- V tem mesecu se osipa mak (1969) (COBISS)
- Pedagoška komedija (1971) (COBISS)
- Draga moja Iza (1973) (COBISS)
- Sončnica navadna (1974) (COBISS)
- Stric Benjamin (1977) (COBISS)
- Vonj po jeseni (1978) (COBISS)
- Dom človekov (1981) (COBISS)
- Kdo bo meni prižgal sveče (1982) (COBISS)
- Medved z budilko (1978), (1982) (COBISS)
- Portret revolucionarja Malusa (1985) (COBISS)
- Leta herojev (1988) (COBISS)
- V znamenju tehtnice (1989) (COBISS)
- Stiska bogov (1991) (COBISS)
- Kajnov rod (1991) (COBISS)
- Vila Bagari (1997) (COBISS)
- Ko odletijo lastovke (1999) (COBISS)
- Okus po marcipanu (2002) (COBISS)

### Daljša proza za mladino
- Iz obroča (1953) (COBISS)
- Svobodni gozdovi (1954) (COBISS)
- Eno samo življenje (1963), tudi radijska igra (COBISS)
- Na senčni strani mesta (1967) (COBISS)
- Gnezdo sršenov (1968) (COBISS)
- V sedemnajstem (1972) (COBISS)
- Rosni zaliv (1975) (COBISS)
- Obveščevalec Lesnika (1982) (COBISS)
- Oh, ta naša babica (1986) (COBISS)
- Sla po letenju (1987) (COBISS)
- Donáta (1991) (COBISS)
- Bolečina odraščanja (1993) (COBISS)

### Drugo
- Najboljši prijatelj, Radio Ljubljana, izvedeno 1972
- Radijska igra v barvah, Radio Ljubljana, izvedeno 1972
- Botre, scenarij za komedijo  (RTV Ljubljana, izvedeno 1974, 1976)
- Lectovo srce (1989), spomini (COBISS)

## Nagrade
- Kajuhova nagrada za roman Čez dvajset let bo vse drugače (1968)
- Levstikova nagrada za roman V tem mesecu se osipa mak (1969)
- Kajuhova nagrada za roman Draga moja Iza (1973)